# Куарежма, Рикарду
Рика́рду Андра́де Куаре́жма Берна́рду (порт. Ricardo Andrade Quaresma Bernardo; род. 26 сентября 1983, Лиссабон) — португальский футболист, полузащитник, бывший игрок сборной Португалии. На клубном уровне выступал за португальские «Спортинг», «Порту» и «Виторию», испанскую «Барселону», итальянский «Интернационале», английский «Челси», турецкие «Бешикташ» и «Касымпашу», а также за эмиратский «Аль-Ахли».
Куарежма — чемпион Португалии, Италии и Турции, обладатель национальных кубков Португалии, Италии, Англии и Турции, победитель Лиги чемпионов УЕФА и обладатель Межконтинентального кубка. Чемпион Европы 2016 года в составе сборной Португалии. Куарежма является одним из самых техничных игроков 2000-х годов и одним из наиболее популярных исполнителей футбольных трюков, в том числе таких фирменных финтов, как рабона и тривела.
Несмотря на завоёванные командные трофеи, в Италии и Англии Куарежма выступал крайне неудачно — забив за «Интернационале» лишь 1 гол в 32 матчах, в 2008 году он стал обладателем антинаграды «Золотая урна» как худший футболист чемпионата Италии, а в 2009 году занял второе место. После этого из-за своей неубедительной игры Куарежма был отдан в аренду в английский «Челси», где и вовсе стал игроком глубокого запаса, сыграв лишь в 5 матчах без единого забитого мяча.

## Клубная карьера

### «Спортинг»
Карьеру начал в 2001 году в молодёжной академии «Спортинга». В сезоне 2000/01 дебютировал в команде Б, сыграв 15 матчей. В следующем сезоне был переведён в основную команду и сыграл 28 матчей, забил 3 гола, став одним из ключевых игроков команды. Дебют Куарежмы в лиге пришёлся на матч против «Порту». В сезоне 2002/03 результаты «Спортинга» не впечатляли болельщиков, которые тут же обвинили в этом тренера Ласло Болони, не выпускавшего на поле одновременно Куарежму и Криштиану Роналду.

### «Барселона»
В 2003 году Куарежма был продан в «Барселону» за 6 млн евро. Дебютировал в составе каталонцев в товарищеском матче против «Милана», тут же забив свой первый гол за клуб. В том сезоне сыграл 10 матчей в основном составе и 11 раз выходил на замену, но забил всего лишь 1 гол. Выступал под номером 20. В заключительные недели сезона получил травму и вынужден был пропустить чемпионат Европы. Летом 2004 года Куарежма объявил, что отказывается играть в «Барселоне», пока командой руководит Франк Райкаард, чем привлёк к себе большой интерес со стороны европейских клубов. В результате покинул «Барселону», которая получила Деку из «Порту», а в обмен отдала Куарежму и 15 млн евро.

### «Порту»
Карьеру в «Порту» начал с гола в Суперкубке УЕФА и победного мяча в ворота «Бенфики» в матче на Суперкубок Португалии. За сезон сыграл 32 матча и забил 5 голов. Внёс свой вклад в победу над колумбийским «Онсе Кальдас» в Межконтинентальном кубке со счётом 8:7 по пенальти. Яркая, взбалмошная и вместе с тем «умная» игра в исполнении Куарежмы в сочетании со скандальным поведением за пределами поля сделали его основным действующим лицом португальского чемпионата, его первоочередным ньюсмейкером и главным достоянием. Несмотря на высокий уровень футбольного мастерства, Куарежма не избегал и критики: главным образом, ему доставалось за индивидуализм, злоупотребление рискованными импровизациями и нежелание отрабатывать в обороне. Впрочем, сам футболист признавал справедливость данной критики, и полагал, что с опытом придёт к пониманию относительно грамотного совмещения позиции крайнего нападающего с командной игрой. По итогам дебютного для Куарежмы сезона «Порту» стал серебряным призёром чемпионата, отпустив «Бенфику» на расстояние одной победы, зато сам Рикарду был признан лучшим футболистом Португалии. В сезоне 2005/06 Куарежма вновь показывал отличную игру, помог клубу взять реванш у «Бенфики» и стать чемпионом Португалии. Однако тренер сборной Португалии Луис Фелипе Сколари не взял его на чемпионат мира 2006.
В декабре 2006 года Куарежма, проводящий очередной прекрасный сезон в стане «драконов» и второй год подряд признаваемый лучшим футболистом Португалии, в интервью uefa.com поделился соображениями относительно своей игры.

Сейчас я чётко осознаю, что футбол — командная игра. Но в то же время партнёры по «Порту» верят в меня, и порой стоит пойти на импровизацию. Жизнь — это риск, и футбол ничем не отличается. Как все атакующие игроки, наиболее комфортно я себя чувствую с мячом, поэтому всегда активно предлагаюсь партнёрам. Но когда у меня возникает выбор при продолжении атаки, я всегда предпочту дриблинг или финт диагональной передаче или пасу на 20 метров назад защитнику. Когда пробуешь сделать нечто подобное (переброске мяча с 35 метров через вышедшего из ворот голкипера) или бьёшь в стойку, это заводит — по крайней мере, меня — и рождает азарт попытаться ещё раз.— Рикарду Куарежма
Летом 2007 года, после завоевания «Порту» второго чемпионства подряд, в борьбу за Куарежму включились многие топ-клубы Европы: «Челси», «Ливерпуль», «Интернационале», «Бавария», «Атлетико Мадрид» и «Реал Мадрид», а также «Олимпик Лион» и «Фиорентина». Слухи о возможном переходе в немецкий клуб Куарежма опроверг, заявив в интервью O Jogo, что «в Германии очень холодно» и поэтому он «определённо не заинтересован играть там». Тогда же он отклонил предложение мадридского «Атлетико», посчитав, что данный клуб не является грандом и недостаточно для него, Куарежмы, силён. Несмотря на большое количество предложений со стороны других клубов, ни одно из них финансово не устроило ни футболиста, ни руководство «Порту». В итоге сезон 2007/08 Куарежма провёл в Португалии, пополнив свою коллекцию титулов ещё одним чемпионством, а также индивидуальной наградой — португальским «Золотым мячом».

### «Интер»
1 сентября 2008 года Куарежма подписал пятилетний контракт с итальянским клубом «Интернационале» сроком до 30 июня 2013 года. В своей новой команде португалец получил 77-й номер. 13 сентября в дебютном матче забил свой первый гол, и, благодаря небольшому рикошету, этот гол получился одним из самых красивых в сезоне. Однако вскоре начались проблемы: Куарежма перестал попадать в стартовый состав и, не смирившись с необходимостью наблюдать за игрой своей команды со скамейки запасных, решил покинуть команду. 8 декабря 2008 года Куарежма был признан главным разочарованием сезона в Италии, став обладателем антинаграды «Золотая урна».
Впоследствии Куарежма сожалел о переходе в миланский клуб: «В жизни жалею только об одном: зря я переходил в „Интер“. Там я стал несчастлив и утратил уверенность. До сих пор не знаю, почему Моуринью мне не доверял. А ведь это он меня звал в клуб. Впрочем, можно сказать, что я был тогда не в лучшей форме. В Милане я провёл два самых ужасных года в своей жизни». Плачевное положение в «Интере» вынудило Куарежму впервые в карьере попытать счастья в аренде.

#### «Челси»
2 февраля 2009 года Куарежма присоединился к «Челси» на правах аренды до конца сезона, где ему снова предстояло играть под руководством Луиса Фелипе Сколари, лишь несколькими месяцами ранее покинувшего сборную Португалии. Куарежма выбрал себе 18-й номер; футболка с этой цифрой стала свободной после перехода защитника Уэйна Бриджа в «Манчестер Сити». Английский этап карьеры начался для Куарежмы на позитивной ноте; он давал полные энтузиазма интервью и уверял, что вновь обрёл уверенность в себе, потерянную было за время выступления в «Интере», и добавлял, что счастлив в лондонском клубе. Однако пришедший после увольнения Сколари нидерландский специалист Гус Хиддинк на Куарежму не рассчитывал, и тот отправился в глубокий запас без шансов вернуться в обойму. Проведя за «Челси» всего 5 матчей (из них 4 — в чемпионате), Куарежма летом 2009 года вернулся в Милан.
Летом 2009 года Куарежма вновь был трансферной целью многих клубов, в частности, он едва не перешёл в «Дженоа». Хотя Моуринью и пообещал дать ему ещё один шанс, Куарежма не строил иллюзий относительно возможности заиграть в «Интере», о чём и поведал в интервью Corriere dello Sport: «Не вижу смысла оставаться в „Интере“, если я и дальше буду сидеть в запасе. В этом нет вины Жозе Моуринью. Он великий тренер. Не думаю, что вернусь в Португалию. Хочу играть в чемпионате Италии или Испании. Но главное при выборе нового клуба — игровая практика». Он остался в клубе ещё на один сезон, но, как показало время, лишь для того, чтобы только усугубить своё положение. Новый сезон Куарежма начал с новым игровым номером, «унаследовав» семёрку от завершившего карьеру соотечественника Луиша Фигу. С приходом в «Интер» Горана Пандева в январе 2010 года стало ясно, что Моуринью больше не рассчитывает на Куарежму. Вскоре он был исключён из заявки «Интера» для участия в плей-офф Лиги чемпионов, что и стало последней каплей. За два неполных года в составе миланцев Куарежма по различным причинам так и не смог приблизиться к своему уровню времён «Порту», проведя в основном составе ничтожное количество игр. Своеобразным напутствием Куарежме можно считать слова Жозе Моуринью, сказанные им ещё в октябре 2008 года: «Рикарду — большой талант, <…> но ему ещё необходимо многому научиться, стать более дисциплинированным, суметь совладать со своими эмоциями, иначе он не только не вернётся на свой прежний уровень, но и вообще не будет играть. Он крайне непостоянен и очень зависим от своего настроения: говоря о Куарежме вчера, сегодня и завтра, мы будем говорить о совершенно разных людях, настолько он необуздан в своей переменчивости».

### «Бешикташ»
13 июня 2010 года после тяжёлых переговоров с миланским клубом Куарежма перешёл в турецкий «Бешикташ»; сумма трансфера составила 6 млн фунтов. Первые голы за новый клуб Рикарду забил в матче Лиги Европы 2010 года против чешской «Виктории». Первый сезон в Турции стал для Куарежмы удачным: во-первых, он стал любимцем болельщиков, принявших любовь португальца к финтам и не упрекавших его в злоупотреблении ими, даже если это расходилось с практическими целями команды, во-вторых, впервые за долгое время он оказался органичной частью отлаженной команды, в-третьих, выиграл трофей — Кубок Турции и, что важно в свете последних лет, внёс в эту победу непосредственный вклад. При этом Куарежма всё чаще демонстрировал откровенно наплевательское отношение к партнёрам и соперникам, регулярно нарываясь на потасовки со своими одноклубниками и часто удаляясь с поля за грубые фолы против игроков других команд. Началом падения Куарежмы в профессиональную пропасть следует считать ссору по пустяковому поводу с ветераном «Бешикташа» Нихатом Кахведжи, случившуюся во время матча 25 апреля 2011 года. Начиная с сезона 2011/12 Куарежма всё дальше отдаляется от футбола и становится в большей степени персонажем скандальной хроники, умудряясь не терять симпатии и любовь со стороны болельщиков.
В начале марта 2012 года Куарежма был отстранён от работы с командой после инцидента в перерыве матча Лиги Европы с мадридским «Атлетико» (0:3). По сообщению турецких СМИ, португалец, крайне недовольный своей заменой на Исмаила Кёйбаши, набросился на главного тренера Карлоса Карвалала и закидал его бутылками из-под воды. Пресса приводит слова Куарежмы, обращённые к тренеру: «Ты здесь благодаря мне. Ты не смеешь убирать меня с поля, потому что ты ничто». Вскоре Куарежма принёс извинения за свои высказывания, в результате чего конфликт был исчерпан, и португалец вернулся к играм за клуб. Вскоре руководство «Бешикташа» отправило Карвалала в отставку, следом, практически сразу же после назначения главным тренером Тайфура Хавутчу, разразился ещё один скандал с участием трёх португальских футболистов стамбульского клуба, которые также, как и ранее Куарежма, были отстранены от работы с командой.
28 июля стало известно, что Куарежма вновь отстранён от тренировок с основной командой, на этот раз из-за намерения клуба, испытывающего финансовые проблемы, расстаться с высокооплачиваемым футболистом и разгрузить тем самым зарплатную ведомость, или же договориться с ним по новому контракту со значительным понижением зарплаты; «Я всегда делал всё возможное для команды, но я не понимаю отношение руководства. Это позор. Клуб не обеспечивает меня экипировкой для тренировок. Иногда я должен ждать 30 минут, чтобы получить всё необходимое», — рассказывал Куарежма. Согласно данным издания Milliyet, ещё одной причиной очередного конфликта между клубом и футболистом являлась причастность Куарежмы к возникновению в команде нездоровой обстановки из-за долгов по заработной плате за сезон 2011/12; в заявку «Бешикташа» на сезон 2012/13 португалец включён не был. Ранее, 17 августа, третий за три месяца главный тренер «Бешикташа» Самет Айбаба заявил о том, что не рассчитывает на Куарежму в предстоящем сезоне и не верит, что португалец вообще способен когда-либо помочь команде. Летом и в начале осени 2012 года неугасающая популярность Куарежмы дала о себе знать: его по-прежнему хотели видеть в своих рядах серьёзные клубы — сообщалось об интересе к португальцу со стороны «Ливерпуля», лиссабонского «Спортинга», испанских «Атлетико», «Севильи» и «Малаги», а также московского «Спартака». Помимо всего прочего, последовали и варианты с продолжением карьеры в клубах ОАЭ и Катара. Однако футболист отказался от всех предложений и предпочёл побороться за возвращение в состав «Бешикташа». В сентябре издание Kartal Bakışı несколько раскрыло причины отказа Куарежмы от некоторых переходов: так, в Россию он отказался ехать по той же причине, по которой когда-то побрезговал Германией, — из-за слишком холодного климата, а выгодные варианты из Ближнего Востока отверг по причине противоположной — из-за слишком жаркого климата. Для возвращения на футбольное поле в составе «чёрных орлов» Рикарду должен пойти навстречу клубу и согласиться на понижение зарплаты; после публичного изъявления Куарежмой желания продолжить защищать цвета «Бешикташа» начался переговорный процесс по заключению нового контракта.
Однако переговоры зашли в тупик и 8 сентября, оставив в Стамбуле своего агента для улаживания формальных вопросов по поводу грядущего расторжения контракта, Куарежма уехал в Лиссабон. 16 сентября Куарежма отклонил компромиссное предложение клуба по новому контракту, а 19 сентября турецкие СМИ распространили информацию о готовности футболиста завершить карьеру. В дальнейшем относительно будущего Куарежмы поступала противоречивая информация, пока 17 октября Рикарду не дал понять, что его карьера в «Бешикташе» де-факто окончена. По мере того, как игровая карьера Куарежмы, остающегося без игровой практики на протяжении более полугода, приближалась к окончательному краху, он стал фигурантом очередного скандала. В двадцатых числах октября португальская пресса с подачи турецких СМИ «уличила» Куарежму в непристойном поведении во время визита в офис и на тренировочную базу «Бешикташа», в частности, говорилось о том, что футболист, раздосадованный неудачным исходом последнего раунда переговоров, показал гениталии работнице клуба и помочился в непредназначенном для этого месте, но вице-президент «Бешикташа» Тамер Киран опроверг эту информацию, обвинив СМИ в попытке извлечь корыстную выгоду из сложившейся непростой ситуации. Однако другой вице-президент клуба, Ахмет Нур Чеби, подтвердил скандальную информацию и, более того, дополнил её новыми подробностями, заявив во время общения с журналистами, что «Куарежма пописал на одного из работников клуба»; впрочем, и на это Тамеру Кирану нашлось, чем возразить.
20 декабря 2012 года соглашение Куарежмы с «Бешикташем» было расторгнуто по обоюдному согласию сторон, при этом стамбульский клуб обязался выплатить футболисту неустойку в размере 1,48 млн евро.

### «Аль-Ахли»
8 января 2013 года Куарежма подписал контракт по схеме 1,5+1 с дубайским «Аль-Ахли». По словам исполнительного директора клуба Ахмада Халифы, переговоры с футболистом велись в условиях «повышенной секретности», поскольку на Куарежму «претендовали многие другие клубы». Также Халифа заявил, что португалец выбрал «Аль-Ахли», исходя из того, что данный клуб в своём регионе имеет примерно такую же репутацию, какая в мировом масштабе есть у «Барселоны», «Ливерпуля» и «Манчестер Юнайтед», и поэтому рассчитывает на большой успех. Подтверждая озвученную функционером решимость всецело посвятить себя работе на благо «Аль-Ахли», Куарежма перевёз в Дубай свою семью.
Планировалось, что Куарежма дебютирует за «Аль-Ахли» 21 января в матче против действующего чемпиона ОАЭ «Аль-Айна», но, ввиду неполной готовности футболиста, первый выход был отложен на следующий тур. 28 января дебют состоялся — в гостевой игре против «Аль-Джазиры» Куарежма отметился жёлтой карточкой. 10 февраля первый же гол Рикарду за «Аль-Ахли», оказавшийся единственным в противостоянии на выбывание с «Аль-Фуджайрой», вывел дубайский клуб в 1/2 финала Кубка Президента ОАЭ. Ещё двумя голами Куарежма отметился в рамках чемпионата ОАЭ. В апреле футболист часто пропускал матчи своей команды, что привело к возникновению слухов о скором расставании Куарежмы с «Аль-Ахли» и его вероятном переходе в «Галатасарай»; пресс-служба клуба заявляла о травмированности португальца, исполнительный директор от комментариев отказывался. В пользу ухода Куарежмы сразу по окончании сезона 2012/13, согласованного, к тому же, с клубным руководством, говорило и казавшееся неожиданным, состоявшееся как раз в апреле, подписание «Аль-Ахли» атакующего полузащитника Угу Вианы.
28 мая Куарежма принял участие в победном финале Кубка Президента ОАЭ против «Аль-Шабаба» (4:3), а на следующий день «Аль-Ахли» объявил о расторжении контракта с португальцем. Одновременно с Рикарду стан триумфатора Кубка Президента покинули главный тренер Кике Санчес Флорес и защитник Юссеф Мохамад. Оставив дубайский клуб, Куарежма, однако, не торопился оставлять Дубай. В последующие полгода появлялась информация об интересе к футболисту со стороны различных клубов, в частности, российских «Спартака» и «Краснодара», турецких «Трабзонспора» и «Бурсаспора», а также греческого ПАОКа, президент которого, согласно изданию Football Hellas, даже отправлялся за Куарежмой, по-прежнему проживающим в ОАЭ, с контрактом на 1,5 млн евро, и французского «Марселя». 5 декабря Куарежма покинул Дубай и вернулся в Португалию.

### Возвращение в «Порту»
1 января 2014 года Куарежма был официально представлен в качестве игрока «Порту». Его первую тренировку с командой, состоявшуюся в тот же день, посетили более 10 тысяч человек. Дебютировал Куарежма за новый клуб 12 января в матче с «Бенфикой» (0:2), выйдя на замену. 15 января в матче Кубка лиги с «Пенафиелом» забил победный гол, первый после возвращения.

### Возвращение в «Бешикташ»
22 июля 2015 года Рикарду Куарежма перешёл в «Бешикташ». Сумма трансфера составила € 1,2 млн. Соглашение с 31-летним португальцем рассчитано на два года и предусматривает продление ещё на один сезон. По условию контракта, в первый год Куарежма заработает € 1,768 млн, а во второй — € 1,6 млн. Если в сезоне-2016/17 хавбек проведёт по меньшей мере 30 официальных матчей, то контракт будет продлён ещё на один сезон с заработной платой € 1,768 млн.

## Карьера в сборной
В 2000 году Куарежма помог юношеской сборной Португалии выиграть чемпионат Европы для футболистов не старше 16 лет. В первой сборной Португалии Рикарду дебютировал в июне 2003 года в возрасте 20 лет в товарищеском матче против Боливии. Из-за травмы пропустил чемпионат Европы 2004 года и футбольный турнир Олимпийских игр 2004 года. Не поехал и на чемпионат мира 2006 года в Германии — причиной тому неоднозначное тренерское решение Сколари, посчитавшего Куарежму ненужным ввиду, во-первых, отсутствия оборонительных навыков у футболиста, и, во-вторых, наличия в строю Криштиану Роналду. При этом в 2005 и 2006 годах Куарежма признавался лучшим футболистом сезона в чемпионате Португалии.
24 марта 2007 года он забил свой первый гол за сборную в игре против сборной Бельгии. Принял участие в двух матчах чемпионата Европы 2008 года, отметившись забитым голом в ворота сборной Чехии. С 2009 по конец 2010 года нечасто вызывался в сборную. С 2011 года вновь активно привлекается к играм национальной команды. В отборочном турнире чемпионата Европы 2012 года Куарежма провёл 4 матча; дважды выходил в стартовом составе вместо травмированного Криштиану Роналду. Был включён в окончательную заявку сборной Португалии на финальный турнир, но на поле ни разу не вышел.
На протяжении двух лет не вызывался в сборную в связи с отсутствием игровой практики в клубах.
13 мая 2014 года Куарежма был назван в числе футболистов, попавших в расширенный список сборной Португалии на чемпионат мира 2014 года, но в окончательную заявку, опубликованную неделей спустя, не вошёл. 11 октября 2014 года забил за сборную впервые за 6 с лишним лет, поразив ворота сборной Франции в товарищеском матче на «Стад де Франс» (1:2).
В мае 2016 года 32-летний Куарежма попал в окончательную заявку национальной сборной для участия в чемпионате Европы 2016 года во Франции. 29 мая, накануне старта чемпионата Европы, забил в товарищеской игре с норвежцами (3:0), а 8 июня, в своей 50-й игре за Португалию, впервые в карьере забил два мяча в одной игре за сборную, поразив ворота эстонцев в Лиссабоне (7:0). 25 июня 2016 года в Лансе в матче 1/8 финала Евро, выйдя на замену в конце основного времени матча, на 117-й минуте забил единственный мяч во встрече со сборной Хорватии, что обеспечило португальцам выход в четвертьфинал. В четвертьфинале против сборной Польши Куарежма забил пятый и решающий пенальти в послематчевой серии, что вывело португальцев в полуфинал. В финальном матче против команды Франции Рикарду вышел на замену вместо травмированного Криштиану Роналду уже в середине первого тайма. Матч закончился победой Португалии со счётом 1:0 в дополнительное время.
В 2017 году был включён в состав сборной на Кубок конфедераций, проходивший в России. 18 июня забил первый мяч сборной на турнире, открыв счёт в игре с Мексикой, которая завершилась вничью (2:2).
В возрасте 34 лет был включён в состав сборной Португалии на чемпионат мира 2018 года в России. 25 июня 2018 года в Саранске открыл счёт в игре против сборной Ирана. Мяч, забитый ударом внешней стороной стопы правой ноги (тривела) с линии штрафной, был признан одним из самых красивых на турнире. В 1/8 финала португальцы проиграли сборной Уругвая (1:2), Куарежма вышел на замену на 65-й минуте при счёте 1:2, но не смог помочь своей команде избежать поражения. Эта игра стала 80-й и последней для Куарежмы за сборную.

## Статистика

### Клубная статистика
По состоянию на 15 мая 2022 года
| Выступление         | Выступление      | Выступление      | Лига | Лига | Кубки | Кубки | Еврокубки | Еврокубки | Остальные | Остальные | Итого | Итого |
| Клуб                | Лига             | Сезон            | Игры | Голы | Игры  | Голы  | Игры      | Голы      | Игры      | Голы      | Игры  | Голы  |
| ------------------- | ---------------- | ---------------- | ---- | ---- | ----- | ----- | --------- | --------- | --------- | --------- | ----- | ----- |
| Спортинг (Лиссабон) | Лига Сагриш      | 2001/2002        | 28   | 3    | 6     | 2     | 2         | 0         | 0         | 0         | 36    | 5     |
| Спортинг (Лиссабон) | Лига Сагриш      | 2002/2003        | 31   | 5    | 3     | 0     | 4         | 0         | 0         | 0         | 38    | 5     |
| Спортинг (Лиссабон) | Итого            | Итого            | 59   | 8    | 9     | 2     | 6         | 0         | 0         | 0         | 74    | 10    |
| Барселона           | Примера          | 2003/04          | 22   | 1    | 2     | 0     | 4         | 0         | 0         | 0         | 28    | 1     |
| Барселона           | Итого            | Итого            | 22   | 1    | 2     | 0     | 4         | 0         | 0         | 0         | 28    | 1     |
| Порту               | Лига Сагриш      | 2004/05          | 32   | 5    | 2     | 1     | 8         | 0         | 0         | 0         | 42    | 6     |
| Порту               | Лига Сагриш      | 2005/06          | 29   | 5    | 4     | 0     | 6         | 0         | 0         | 0         | 39    | 5     |
| Порту               | Лига Сагриш      | 2006/07          | 26   | 6    | 2     | 0     | 8         | 2         | 0         | 0         | 36    | 8     |
| Порту               | Лига Сагриш      | 2007/08          | 27   | 8    | 4     | 1     | 8         | 2         | 0         | 0         | 39    | 11    |
| Порту               | Итого            | Итого            | 114  | 24   | 12    | 2     | 30        | 4         | 0         | 0         | 156   | 30    |
| Интернационале      | Серия А          | 2008/09          | 13   | 1    | 0     | 0     | 6         | 0         | 0         | 0         | 19    | 1     |
| Интернационале      | Серия А          | 2009/10          | 11   | 0    | 0     | 0     | 2         | 0         | 0         | 0         | 13    | 0     |
| Интернационале      | Итого            | Итого            | 24   | 1    | 0     | 0     | 8         | 0         | 0         | 0         | 32    | 1     |
| Челси→              | Премьер-лига     | 2008/09          | 4    | 0    | 1     | 0     | 0         | 0         | 0         | 0         | 5     | 0     |
| Челси→              | Итого            | Итого            | 4    | 0    | 1     | 0     | 0         | 0         | 0         | 0         | 5     | 0     |
| Бешикташ            | Супер лига       | 2010/11          | 21   | 3    | 8     | 3     | 10        | 5         | 0         | 0         | 39    | 11    |
| Бешикташ            | Супер лига       | 2011/12          | 25   | 5    | 1     | 0     | 8         | 2         | 0         | 0         | 34    | 7     |
| Бешикташ            | Итого            | Итого            | 46   | 8    | 9     | 3     | 18        | 7         | 0         | 0         | 73    | 18    |
| Аль-Ахли (Дубай)    | Про-лига         | 2012/13          | 10   | 2    | 1     | 1     | 0         | 0         | 0         | 0         | 11    | 3     |
| Аль-Ахли (Дубай)    | Итого            | Итого            | 10   | 2    | 1     | 1     | 0         | 0         | 0         | 0         | 11    | 3     |
| Порту               | Лига Сагриш      | 2013/14          | 12   | 4    | 6     | 2     | 6         | 4         | 0         | 0         | 24    | 10    |
| Порту               | Лига Сагриш      | 2014/15          | 30   | 6    | 3     | 1     | 10        | 3         | 0         | 0         | 43    | 10    |
| Порту               | Итого            | Итого            | 42   | 10   | 9     | 3     | 16        | 7         | 0         | 0         | 67    | 20    |
| Бешикташ            | Супер лига       | 2015/16          | 26   | 4    | 5     | 0     | 6         | 1         | 0         | 0         | 37    | 5     |
| Бешикташ            | Супер лига       | 2016/17          | 29   | 2    | 4     | 1     | 11        | 3         | 0         | 0         | 44    | 6     |
| Бешикташ            | Супер лига       | 2017/18          | 26   | 4    | 5     | 1     | 7         | 0         | 0         | 0         | 38    | 5     |
| Бешикташ            | Супер лига       | 2018/19          | 26   | 3    | 0     | 0     | 8         | 1         | 0         | 0         | 34    | 4     |
| Бешикташ            | Супер лига       | 2019/20          | 1    | 0    | 0     | 0     | 0         | 0         | 0         | 0         | 1     | 0     |
| Бешикташ            | Итого            | Итого            | 108  | 13   | 14    | 2     | 32        | 5         | 0         | 0         | 154   | 20    |
| Касымпаша           | Супер лига       | 2019/20          | 26   | 4    | 0     | 0     | 0         | 0         | 0         | 0         | 26    | 4     |
| Касымпаша           | Итого            | Итого            | 26   | 4    | 0     | 0     | 0         | 0         | 0         | 0         | 26    | 4     |
| Витория             | Лига Сагриш      | 2020/21          | 28   | 4    | 3     | 0     | 0         | 0         | 0         | 0         | 31    | 4     |
| Витория             | Лига Сагриш      | 2021/22          | 23   | 2    | 3     | 0     | 0         | 0         | 0         | 0         | 26    | 2     |
| Витория             | Итого            | Итого            | 51   | 6    | 6     | 0     | 0         | 0         | 0         | 0         | 57    | 6     |
| Всего за карьеру    | Всего за карьеру | Всего за карьеру | 506  | 77   | 63    | 13    | 114       | 23        | 0         | 0         | 683   | 113   |

## Достижения

### Командные
«Спортинг»
- Чемпион Португалии: 2001/02
- Обладатель Кубка Португалии: 2001/02
- Обладатель Суперкубка Португалии: 2002

«Порту»
- Чемпион Португалии (3): 2005/06, 2006/07, 2007/08
- Обладатель Кубка Португалии: 2005/06
- Обладатель Суперкубка Португалии (2): 2004, 2006
- Обладатель Межконтинентального кубка: 2004

«Интер»
- Чемпион Италии (2): 2008/09, 2009/10
- Обладатель Кубка Италии: 2009/10
- Победитель Лиги чемпионов: 2009/10

«Челси»
- Обладатель Кубка Англии: 2008/09

«Бешикташ»
- Чемпион Турции (2): 2015/16, 2016/17
- Обладатель Кубка Турции: 2010/11

«Аль-Ахли»
- Обладатель Кубка Президента ОАЭ: 2012/13

Сборная Португалии
- Чемпион Европы (до 17 лет): 2000
- Чемпион Европы: 2016

### Личные
- Футболист года в Португалии (2): 2005, 2006
- «Золотой мяч» Португалии: 2007
- Лучший игрок Кубка Турции: 2011
- «Золотая урна»: 2008

## Личная жизнь
10 января 2012 года футболист был ограблен неизвестными злоумышленниками в окрестностях Лиссабона, сумма ущерба оценивается в 80 тысяч евро.
16 ноября 2012 года Куарежма был арестован в Лиссабоне по обвинению в нападении на сотрудника полиции; пострадавший был доставлен в больницу, а футболист отпущен из-под стражи после дачи показаний.
Сын Рикарду (род. 2012) занимается футболом в школе «Спортинга».